# La Navidad en sus manos
La Navidad en sus manos es una película española de Comedia y Navidad dirigida por Joaquín Mazón y protagonizada por Ernesto Sevilla, Santiago Segura, Unax Hayden, Meri Anglés, Pablo Chiapella, María Botto y Emilio Gavira.

## Argumento
Unos días antes de la Navidad, Papá Noel (Santiago Segura) tiene un accidente de trineo en pleno centro de Madrid y acaba en el hospital. Por suerte, Salva (Ernesto Sevilla), su compañero de habitación, puede sustituirle en su sagrada labor navideña. Aunque es un buscavidas más acostumbrado a vender piezas de coche robadas que a repartir regalos. Para Salva la única manera de recuperar a su familia es aceptar tan entrañable misión. La cuenta atrás para la llegada de la Nochebuena avanza inexorable y aún deberá encontrar a los renos de Papá Noel, aprender a volar en trineo y lo que es más difícil: aprender a ser una buena persona.

## Reparto
- Ernesto Sevilla como Salva
- Santiago Segura como Papá Noel
- Unax Hayden como Lucas
- Pablo Chiapella como Rafita
- María Botto como Pilar
- Emilio Gavira como Rami
- Joaquín Reyes como Monitor Reserva Natural
- Paulina Dávila como Esther
- Vadhir Derbez como Martín
- Janfri Topera como Ramón
- José de Luna como Jorge
- Meri Anglés como Elfa
- Aitor Calderón como Juanjo
- Eneko Otero como Luis
- Diego González como Javi
- Diego Muñoz como Rubén
- Daniel Coronado como Antonio
- Mateo Gordo como Carlitos